# Ardenza
Ardenza è un quartiere di Livorno.
Originariamente sorto come un vero e proprio borgo distaccato dalla città labronica, nel corso del Novecento è stato inglobato a tutti gli effetti dallo sviluppo urbanistico cittadino.
Qui hanno infatti sede i principali impianti sportivi di Livorno, primo tra tutti lo Stadio comunale "Armando Picchi", nonché numerose ville ottocentesche ed eclettiche in cui si respira ancora quel clima di Belle époque legato allo sviluppo dei primi stabilimenti balneari.

## Etimologia

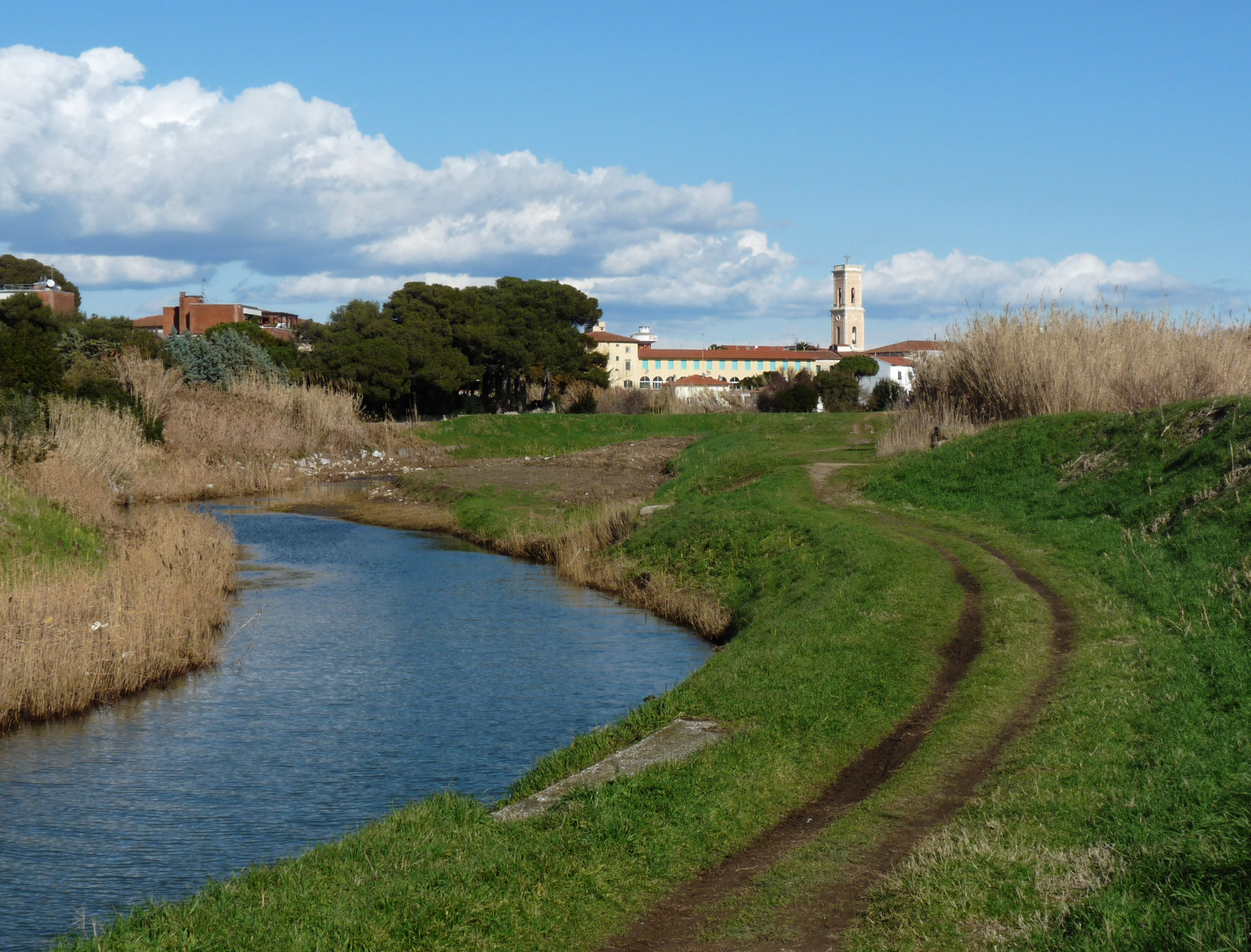
Il torrente Ardenza e l'abitato omonimo sullo sfondo

Il nome di Ardenza deriverebbe da quello del torrente che lambisce l'abitato, il Rio Ardenza, citato come flumine lardensae in alcuni documenti medioevali. Tuttavia, varie sono le ipotesi relative al toponimo Ardenza. Il nome della località appare subito diverso da quello di località limitrofe di chiara origine latina come Antignano (forse da Antenianus o Antinianus o Antonianus, cioè "podere di Antenius" o "di Antinius" o "di Antonius"), Salviano (da Salvianus, "podere di Salvius") o Rosignano (Rasinianus, "podere di Rasinius"). Ardentia o Lardentia, come più anticamente si chiamava la località, sembra abbia origini più antiche, forse liguri o etrusche. Secondo Repetti anticamente si chiamava Ardensia, nome che sembra suggerire una derivazione dal latino aridum, forse in connessione con l'aridità dei terreni locali.
Altra ipotesi vuole che il toponimo derivi da ardens, ovvero "ardente", e che si possa mettere in relazione con quello di Antignano, che a sua volta potrebbe derivare non tanto dal nome di un possidente, ma da Ante Ignem, località, cioè, posta davanti ai fuochi di segnalamento per le navi dirette verso Porto Pisano.

## Storia

### Dalle origini al Settecento
In antichità il territorio d'Ardenza era sommerso dalle acque; intorno emergevano solo le alture delle attuali Colline livornesi. Gli studi geologici della zona fanno risalire il territorio emerso alla fase di Wuerm della quarta glaciazione del Pleistocene (25-11 milioni di anni fa) come terreno di recente formazione. Verso il 1854 in occasione dello sbancamento della collinetta chiamata Monte Tignoso, in località "Buca delle Fate" furono rinvenuti numerosi manufatti, databili attorno al periodo del neolitico e del eneolitico, costituiti da ossa lavorate, corna di cervo, frammenti di ceramiche, di rame e numerosi resti di animali esotici (ippopotami), allora abitanti la zona che aveva un clima più caldo e umido di oggi. Non mancano ritrovamenti di epoca più tarda, come una necropoli romana del III secolo d.C., rinvenuta solo nel 1992 tra l'abitato d'Ardenza e l'entroterra (Collinaia).
Si ritiene con una certa sicurezza che nel basso impero romano la zona fosse andata spopolandosi se il papa Silvestro I chiese all'imperatore Costantino di autorizzare l'apertura di un piccolo eremo a San Jacopo per il ricovero dei vari eremiti che vivevano nei boschi dell'Ardenza.
Qui, in epoca medioevale, sorgevano un'antica pieve (oggi scomparsa) e alcune torri d'avvistamento a servizio del tratto di costa compreso tra Livorno e Vada.

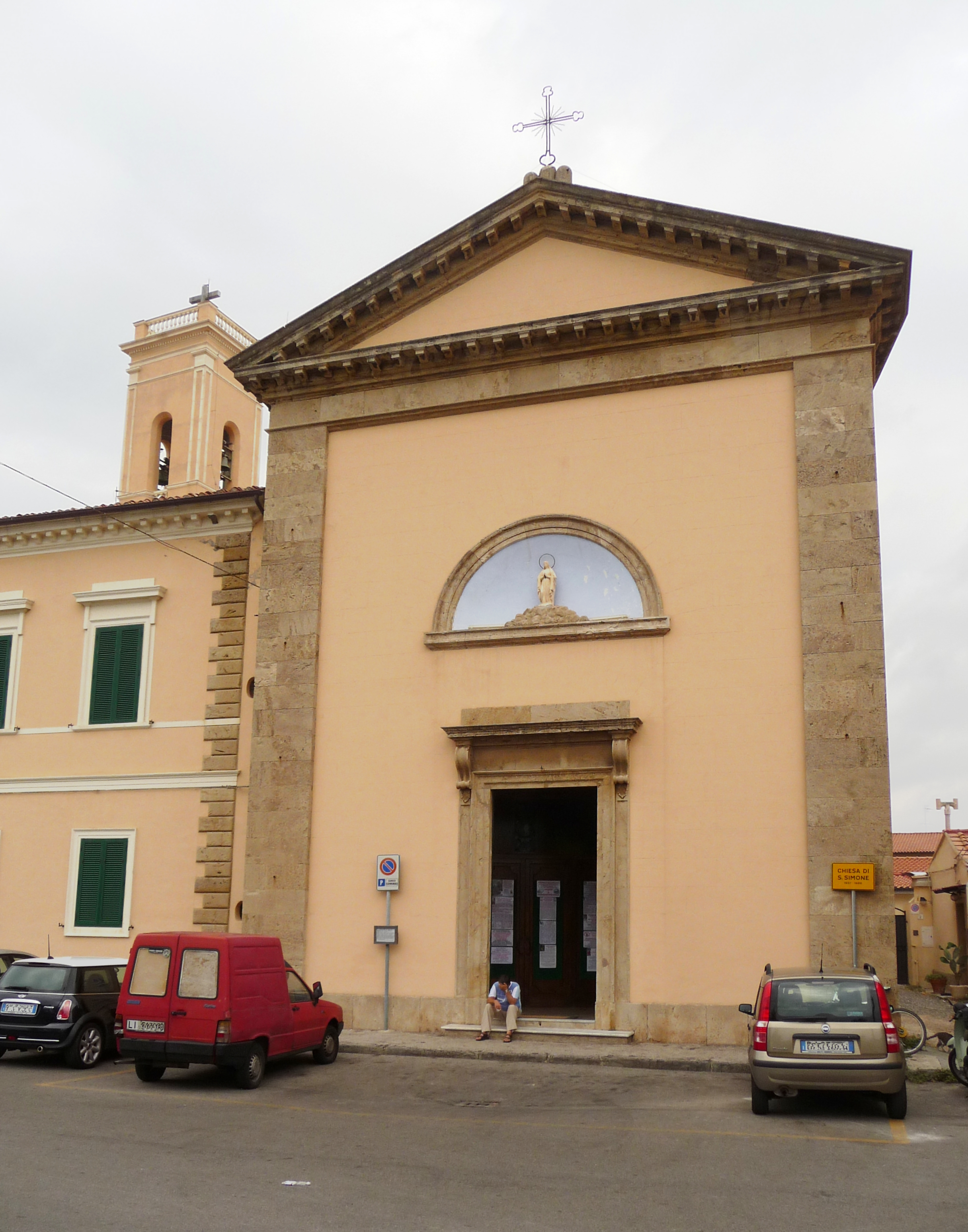
Chiesa di San Simone e Immacolata Concezione

Dopo secoli di silenzio, si parla di Ardenza come un'antichissima pieve di San Paolo di Villa Magna, di cui si ha notizia nell'823, dove Villa Magna indica un importante agglomerato di case.
Documenti coevi registrano che nel 942 Martino era pievano dei "SS. Paolo et Giovanni de Lardentia". Intorno alla pieve di San Paolo si sviluppò un importante borgo prossimo al mare; la pieve comprendeva varie cappelle e chiese come quelle di San Martino di Salviano, San Paolo di Coteto, San Felice di Oliveto, l'eremo di Santa Maria della Leccia. Tutta la zona circostante era coperta da una fitta macchia, conosciuta come "Selva di Treulo" di proprietà della Mensa arcivescovile di Pisa. Verso l'anno 1000 la pieve fu denominata come "Sancto Felice de Ardentia", quale una delle quattro pievi esistenti nel distretto del piano di Porto Pisano, compreso tra Stagno e Montenero, fittamente popolato e florido. Sotto la dominazione pisana, Ardenza era un comunello con propri consoli. Alla metà del XIII secolo la zona venne devastata e spopolata da alcune scorrerie di corsari barbareschi e dalla spedizione di Carlo I d'Angiò, re di Napoli (1267) contro Pisa ghibellina. L'esistenza della pieve è tuttavia ancora confermata nel 1292, sia pure povera ed in misere condizioni (Plebi de Lardenza, sive cappellis S. Felicis quia nihil habet), dai documenti che indicano il suo obbligo ad inviare un fante per l'esercito pisano.
Fu proprio ad Ardenza che, secondo la tradizione, la Madonna apparve ad un pastore il 15 maggio 1345, dando quindi origine alla fondazione di un primo Santuario sul vicino colle di Montenero.
Nuove distruzioni e scorrerie, nel corso del XIV secolo, fecero scomparire definitivamente la pieve a cui successe quella di Santa Lucia dell'Antignano (1370). Con la caduta della Repubblica pisana e la dominazione genovese, il comunello di Ardenza, nel 1405 fu assorbito da quello di Livorno divenuto capoluogo del nuovo vicariato, per passare poi, dal 1421, a Firenze, seguendone le sorti.
Nell'ambito del programma difensivo delle coste toscane, il granduca Ferdinando I de' Medici fece erigere nel 1595, presso la foce del rio Ardenza, una piccola torre di avvistamento (andata distrutta durante l'ultima guerra mondiale).
La torre a pianta quadrata si elevava su tre piani; si accedeva al primo piano mediante una scala esterna sul lato est. Intorno, era affiancata da piccole costruzioni ad un piano che fungevano da abitazione del castellano, da forno, stalle e approdo coperto. Vi risiedeva un comandante con quattro cavalleggeri, finché, sotto il governo del granduca Pietro Leopoldo venne disarmata.
Nel XVIII secolo i terreni di Ardenza erano ripartiti in grosse proprietà quali la Tenuta di Salviano, Tregolo e Cala Mosca, la fattoria de La Rosa, la tenuta della Certosa di Calci, il podere di Santa Lucia con mulino sul rio Felciaio, dato a livello dalla Certosa ai Michon.
Le principali strade di collegamento alla zona erano la via del Littorale o Maremmana che da Livorno scendeva verso Rosignano e le Maremme, la via dell'Erbuccia (poi dei Pensieri) che dal Borgo dei Cappuccini arrivava presso la fattoria di Santa Lucia, ove un guado permanente detto "bastorovescio", fatto di pietre acconciate sul letto del Rio Felciaio, immetteva sulla strada litoranea dei Cavalleggeri.
Superato il guado del rio Ardenza, la strada Maremmana inizia ad inerpicarsi sul colle di Montenero. Qui, presso il bivio con la strada che attraversando la Banditella arrivava ad Antignano, si racconta che apparve ad un pastorello la sacra immagine della Madonna. Nel 1603 vi fu eretta a spese del priore di Montenero una cappella per ricordarne il miracoloso evento. Nel 1723 il possidente Giuseppe Gerbaut, proprietario della limitrofa villa detta "a Campo a lupo", la ricostruì in forme più grandi, forse inglobando la vecchia cappella nella sagrestia, e la fece affrescare a sue spese. Danneggiata durante la seconda guerra mondiale, nel 1955-1957 il modesto luogo di culto fu sostituito dall'attuale chiesa, denominata della Madonna dell'Apparizione, con la facciata rivolta verso Livorno e caratterizzata da un grande mosaico con la raffigurazione del miracolo.

### Dall'Ottocento ai giorni nostri

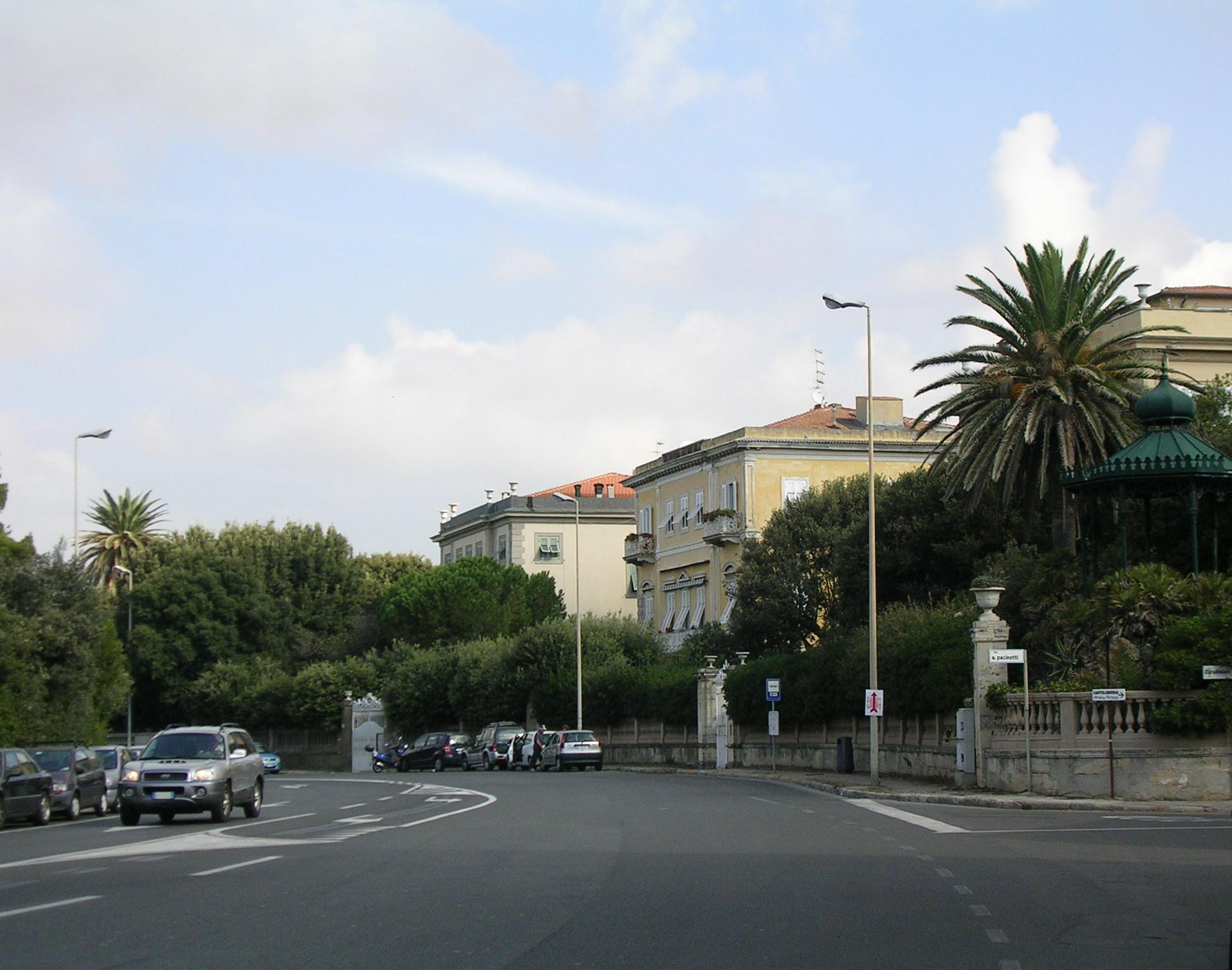
Villini presso la Rotonda d'Ardenza

Tuttavia solo nell'Ottocento l'abitato conobbe uno sviluppo consistente: nel 1839 fu consacrata la chiesa di San Simone apostolo, in ricordo di Simone Bini che nel 1835 aveva donato il terreno, il materiale da costruzione e 1000 scudi fiorentini. Eretta a parrocchia dal marzo 1844, la chiesa ha la facciata completata nel novembre 1854 e caratterizzata, nella parte sovrastante la porta d'ingresso, da una grande lunetta che ospita la statua dell'Immacolata. Il grande crocifisso ligneo dell'altare maggiore vi fu posto nel 1939.
Intanto, con l'avvento dei primi stabilimenti balneari, nuove costruzioni furono realizzate verso il mare, dando origine all'abitato detto appunto di Ardenza Mare, nel tratto di costa compreso tra un antico lazzaretto settecentesco (nell'area in cui nel 1881 entrerà in attività l'Accademia Navale) e il piazzale della Rotonda, posto proprio al termine della passeggiata a mare.
Terminata la nuova cinta doganale della città, nel 1835 furono iniziati i lavori di ampliamento e rettificazione dell'antica strade litoranea dei Cavalleggeri, con l'idea di crearvi una nuova strada di passeggio costiero che arrivasse fino al nuovo borgo ardenzino.
Nel 1846 nell'ambito del piano urbanistico di Livorno, l'ingegner Mario Chietti rilevò le condizioni precarie della costruenda passeggiata. Prioritaria si rivelò la necessità di rettificarne il percorso colmando il tratto antistante la chiesa di San Jacopo ove il mare formava una insenatura e creare un lungo rettifilo lungo gli antichi lazzeretti. Ma il problema più arduo fu lo studio della piantumazione delle essenze arboree che potessero creare una barriera protettiva dai violenti venti marini che spazzavano la costa, per creare un passeggio sicuro e comodo per pedoni e carrozze.
Con il prolungamento della passeggiata del lungomare fino al "Parterre della Rotonda", progettato dall'architetto Giuseppe Faldi, presso il rio Felciaio fu rinvenuto un vasto sepolcreto di origini cristiane, testimonianza dell'antica floridezza della pieve medievale di San Felice.
Il vasto piazzale che ospitò il Parterre della Rotonda fu ideato come una figura ovale simmetrica che chiudesse il termine della lunga passeggiata. La zona fu arredata da sedili e colonnini, indicando l'uso del marmo di San Giuliano e piantumata con alcune specie di piante che solo dopo molti anni di esperimenti e fallimenti hanno trovato il giusto equilibrio con l'aridità del terreno e il salmastro dei venti marini.
L'intero lungomare fu definitivamente completato grazie all'interessamento del gonfaloniere Luigi Fabbri solo nel 1852 quando veniva proposto un prolungamento fino al villaggio di Antignano, con la lottizzazione della zona della "Banditella" con alcune ville (il progetto sarà attuato dal 1899 dopo l'apertura dei "Tre ponti").
Tra le numerose attrezzature turistico - ricettive e i vari caffè, si ricordano ad esempio i Granducali Casini (prima metà del XIX secolo), la Baracchina Rossa (1897), lo Chalet Scoglio di Garibaldi (oggi scomparso) e l'Ippodromo "Federico Caprilli" (1894).
Inoltre, nel 1881, lo sviluppo dell'abitato comportò il trasferimento del cimitero, allora prossimo al nucleo urbano, in un'area più distante, situata nelle vicinanze del Rio Maggiore.
Nel 1890, con l'erezione della monumentale Barriera Margherita, opera di Adriano Unis (collaboratore dell'ingegnere comunale Angiolo Badaloni) la località di Ardenza venne idealmente limitata verso la città di Livorno, fino agli inizi del XX secolo, quando le mura furono abbattute e, intorno al 1935, parte della barriera fu trasformata nel capolinea della Ferrovia Pisa-Tirrenia-Livorno.
Nel 1898, il cav. avv. Vincenzo Mostardi-Fioretti fece erigere i cosiddetti Tre ponti, un piccolo ponte in pietra con tre arcate (portate a cinque solo negli anni novanta del XX secolo, in occasione di una grande piena del rio che danneggiò molte abitazioni limitrofe) che sostituì quello di legno che attraversava il rio Ardenza dal 1859.
Con l'inaugurazione, nel 1910, della linea ferroviaria Livorno-Cecina, e l'apertura di una piccola stazione nella zona di Ardenza Terra, il turismo balneare, che era notevolmente diminuito con il nuovo secolo per spostarsi verso la Versilia, venne di nuovo incrementato: agli storici "Bagni Pejani" si affiancano e si sviluppano quelli "Fiume" (di chiaro richiamo irredentista) e "Lido".
Frattanto, sul finire del XIX secolo la passeggiata a mare fu portata a termine fino ad Antignano e nei primi decenni del Novecento si registra un ulteriore sviluppo urbanistico legato alla costruzione dello stadio labronico (1933-1935) e di alcune villette eclettiche (1930 circa), progettate da Fosco Cioni (un abile disegnatore privo di ogni titolo di studio), che ancora oggi caratterizzano fortemente la passeggiata del viale Italia.
Lo chalet al centro della Rotonda fu costruito nel 1931 come chiosco ad uso di bar.
Durante la seconda guerra mondiale Ardenza divenne luogo di rifugio per molti sfollati che abbandonano i quartieri centrali di Livorno a causa dei bombardamenti. Ai primi di aprile 1943 vi furono arrestati tre ebrei livornesi: Frida Misul (che sopravvissuta ai campi di stermino sarà autrice di uno dei primi memoriali dell'Olocausto pubblicati in Italia) e Ada Attal con il piccolo Benito (che invece periranno ad Auschwitz).
Con il secondo dopoguerra si ebbe un nuovo incremento residenziale della zona con il "villaggio americano" (1953), costituito da una serie di villette per la residenza di ufficiali americani. Poi, dal 1958 il borgo d'Ardenza fu definitivamente integrato nel tessuto urbano livornese con la realizzazione del nuovo quartiere residenziale di edilizia popolare de La Rosa, il cui piano fu redatto dal celebre Luigi Moretti.
Inoltre, sulla via dell'Ardenza, di fronte al nuovo quartiere degli anni sessanta del XX secolo, all'interno di un complesso preesistente, fu istituita la vasta caserma "Paolo Vannucci", dominata da un caratteristico serbatoio idrico a torre; è sede della Brigata paracadutisti "Folgore". Nel suo vasto cortile interno è stato eretto un monumento in memoria dei soldati paracadutisti della "Folgore" caduti nella battaglia di El Alamein.

## Luoghi d'interesse

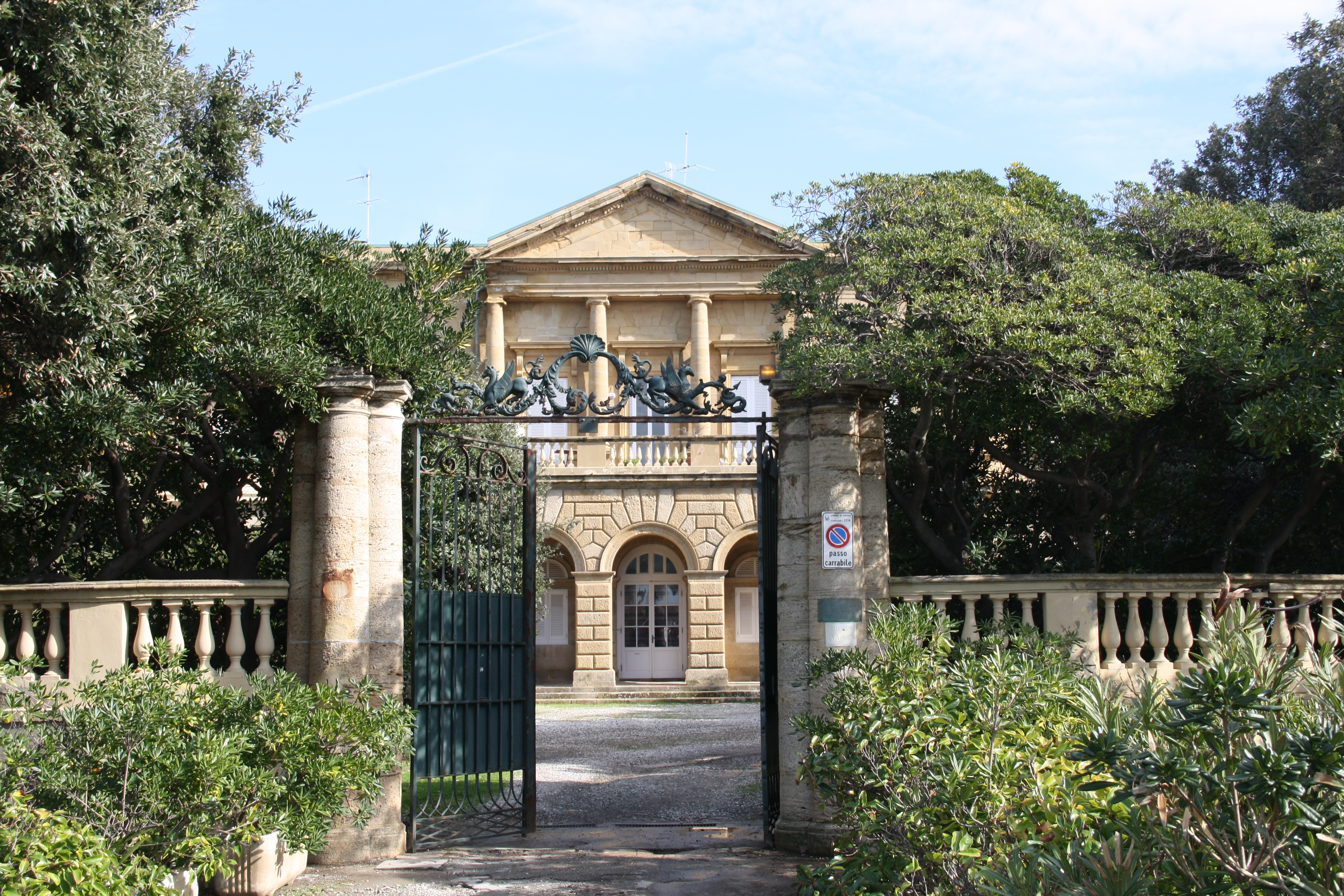
Villa Montanelli

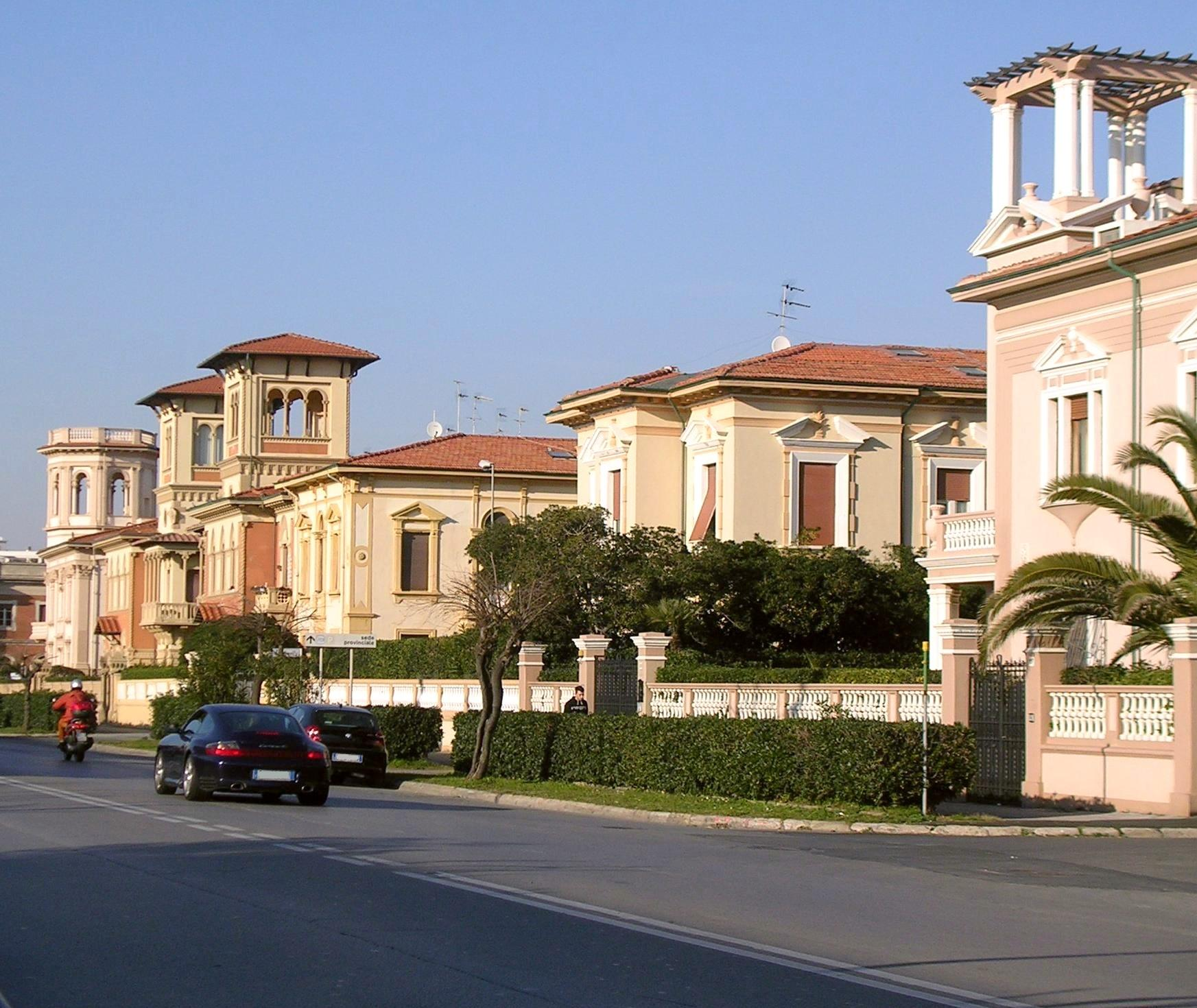
Villini eclettici presso l'Accademia Navale

### Le ville
Tra le ville di maggiore interesse storico artistico si ricordano: Villa Trossi-Uberti con un elegante porticato sulla facciata ed arricchita da un'artistica fontana in marmo con sculture in bronzo; la sontuosa Villa Letizia eretta per volontà del principe polacco Stanislao Poniatowski nel 1839 poi venduta ai Cave-Bondi i cui eredi, nella parte settentrionale del vasto parco, vi apriranno, fin dal 1868, una prima struttura ippica per le corse estive, finché il terreno nel 1888 verrà donato per erigervi l'attuale ippodromo; Villa Montanelli del 1876 con l'imponente facciata neoclassica in calcare bianco prospiciente la Rotonda; l'elegante Villa Kutufà in via del Mare, poi acquistata dal primo sindaco di Livorno, Eugenio Sansoni, proprietario di un'altra villa all'Ardenza terra, l'eclettica ed imponente Villa Sanromerio, nota anche come Villa Gioli, (1873) in via Pacinotti, caratterizzata da una facciata con timpano ed orologio ed arricchita da cariatidi, statue, vasi in terracotta, peschiere, grotta e gazebo che si affaccia sull'Ardenza.
Presso l'antica torre medicea, in località "Tre Ponti", sorgeva dalla fine dell'Ottocento l'elegante Villa Boretti, demolita negli anni trenta del XX secolo per fare spazio alle corse automobilistiche del famoso circuito di Montenero.
Sul lato opposto a quello ove si trova la chiesa dell'Apparizione, lungo la via di Montenero, sorge invece la Villa Ombrosa, il cui vasto parco è chiuso da un alto muro: costruita verso il 1760 da Filippo Freccia, sulle rovine di un convento di monache, l'edificio ha forma rettangolare con due ali avanzate e terrazzo sostenuto da colonne tuscaniche. La costruzione rivela il gusto lineare e funzionale dell'architettura rurale della villeggiatura livornese del tempo. Circondata da un ampio parco secolare la villa sul retro è abbellita da una elegante scalinata in pietra che degrada verso il giardino, ove si trova anche un piccolo cimitero per i cani dei proprietari.
Merita infine essere ricordata la Villa Donokoe in via del Parco, ora Villa Francesca, che prende il nome dalla proprietaria Francesca Armosino (1888), vedova di Giuseppe Garibaldi, che vi soggiornò per stare più vicina al figlio Manlio Garibaldi, iscritto all'Accademia Navale.

### Altri luoghi d'interesse
- Accademia Navale
- Casini d'Ardenza
- Chiesa di San Simone e dell'Immacolata Concezione

Casini d'Ardenza

- Villa Trossi Uberti
- Ippodromo "Federico Caprilli"
- Stadio comunale "Armando Picchi"
- PalaMacchia

## Infrastrutture e trasporti
Il quartiere è servito dalle linee urbane di trasporto pubblico CTT Nord (già ATL).
Inoltre, all'inizio del XX secolo il villaggio di Ardenza fu dotato di una propria stazione ferroviaria, oggi dismessa, sulla linea Livorno - Cecina.
A partire dal 1881 la località fu raggiunta dalla prima linea della rete tranviaria di Livorno, inizialmente esercitata con trazione animale ed in seguito elettrificata; tale rete arrivò a includere la tratta Ardenza Mare-Ardenza Terra. Il capolinea tranviario di Ardenza fu soppresso nei primi anni trenta del secolo successivo.
Nelle acque antistanti i famosi Casini, si apre un piccolo porto, comunemente noto come Moletto d'Ardenza.